# La Febró
La Febró (em catalão e oficialmente) é um município da Espanha na comarca de Baix Camp, província de Tarragona, comunidade autónoma da Catalunha. Tem 16,1 km² de área e em 2021 tinha 41 habitantes (densidade: 2,5 hab./km²).

## Demografia
| Variação demográfica do município entre 1991 e 2004[carece de fontes?] | Variação demográfica do município entre 1991 e 2004[carece de fontes?] | Variação demográfica do município entre 1991 e 2004[carece de fontes?] | Variação demográfica do município entre 1991 e 2004[carece de fontes?] |
| ---------------------------------------------------------------------- | ---------------------------------------------------------------------- | ---------------------------------------------------------------------- | ---------------------------------------------------------------------- |
| 1991                                                                   | 1996                                                                   | 2001                                                                   | 2004                                                                   |
| 55                                                                     | 55                                                                     | 62                                                                     | 58                                                                     |